# Gąski (powiat grójecki)
Gąski (niem. Gonzig) – wieś sołecka w Polsce, w województwie mazowieckim, w powiecie grójeckim, w gminie Warka.
Pierwsza pisana wzmianka o wsi jest z roku 1425. Leżała w powiecie wareckim w Ziemi Czerskiej i należała do parafii w Warce. Najprawdopodobniej ponowna lokacja wsi datowana jest na rok 1471, a jej nazwa w tamtym okresie to Wola Gąska. Właścicielem wsi w roku 1576 był Adam Mniszewski, który odziedziczył ją po swojej matce. Był dziedzicem Mniszewa i pełnił różne funkcje w Rzeczypospolitej. Nieznana jest data kiedy wieś przeszła we władanie duchowieństwa (najprawdopodobniej w XVII w.).
W latach 1670–1672 Ulryk Werdum – współuczestnik podróży francuskiego szpiega zanotował w swoim pamiętniku opis trasy "Potem przez krzaki do Warki – opisanej poprzednio. Potem krzaczastymi i piaszczystemi gruntami do Gąsek (Kapuska), wsi bez kościoła. Potem takiemiż gruntami do Chojnowskiej Woli (Kokiscow) wsi z dworem, a dalej Drwalew i do Prażmowa".
Do roku 1758 dzierżawcą Gąsek był biskup krakowski Andrzej Stanisław Załuski, który w swoim testamencie zapisał 40 000 zł, na dobrach Magierowa Wola i Gąski, dla Biblioteki Załuskich (najzasobniejszej w Europie).
Po III rozbiorze Polski wieś znalazła się w obrębie zaboru pruskiego. Majątki należące do duchowieństwa zagarnięto na rzecz skarbu Państwa Pruskiego i najprawdopodobniej dlatego w roku 1795 założono we wsi niemiecką kolonię rolniczą – nazwaną Gonzig. Osadnicy opuścili wieś dopiero w 1945 roku.
W roku 1827 – wieś składała się z 31 domów i mieszkało w niej 241 osób. Gąski wchodziły w skład dóbr królewskich, które rosyjski car Mikołaj I przekazał w 1827 r. Skarbowi Królestwa Polskiego. Zarząd ekonomii państwowej do 1833 r. był w Potyczy. Gąski były wsią rządową i w roku 1833 zostały odłączone od Ekonomii w Potyczy (sprzedane).
W roku 1880 we wsi było 31 osad włościańskich na 241 morgach i należała do gminy Nowa Wieś.
Od I poł. XIX w. do 1944 r. był użytkowany cmentarz ewangelicki, ponieważ we wsi mieszkali koloniści niemieccy.
W roku 1929 – działało Stowarzyszenie Mleczarskie, we wsi był też wiatrak.
Ofensywa zimowa rozpoczęła się 14 stycznia 1945 r. Rosjanom nie dało się całkowicie przełamać linii obrony niemieckiej. Niemcy stawiali silny opór, szczególnie w rejonie Magierowej Woli, Gąsek i Warki.
Po II wojnie światowej wieś zasiedlili Polacy. We wsi działa OSP.
W latach 1975–1998 miejscowość należała administracyjnie do województwa radomskiego.